# 大内美予子
大内 美予子（おおうち みよこ、1935年 - ）は、日本の小説家。静岡県生まれ。金城学院大学文学部中退。

## 著書
- 沖田総司 （新人物往来社 1972年 のち新人物文庫）
- 沖田総司拾遺 （新人物往来社 1973年）
- 土方歳三 （新人物往来社 1974年）
- おりょう 龍馬の愛した女 （新人物往来社 1978年 のちPHP文庫）
- おしゃべり日本歴史 （鹿友館 1987年）
- わかりやすい 歌舞伎鑑賞の手引 （リバティ書房 1995年）
- 生きがいさがし おすすめめにゅう （リバティ書房 1997年）